# 晴レルヤ (和田アキ子の曲)
「晴レルヤ」（はレルヤ）は、2015年6月3日に発売された和田アキ子の91枚目のシングル。

## 解説
- 作詞は、前作「すばらしき人よ」のカップリング曲「孤独なひまわり」を手掛けた田久保真見、作曲は、和田の代表曲の一つ「古い日記」や「だってしょうがないじゃない」など、和田の楽曲を数多く手掛けてきた馬飼野康二が、それぞれ担当した。
- 和田は本楽曲の魅力について「1回聴いたら耳に残る覚えやすさ」「歌い出しの“エビバディ ガンバ ガンバ”は全員で歌えるしカラオケにぴったり」とコメントしている[1]。
- 本楽曲はテレビ東京系テレビドラマ「三匹のおっさん2」の主題歌として使用された。
- 泉谷しげるの同名曲のカバーであるカップリング曲「春夏秋冬」は、2006年に発売された和田のアルバム「今日までそして明日から」からのシングルカット。

## 収録曲
1. 晴レルヤ [3:47]
作詞：田久保真見／作曲・編曲：馬飼野康二／コーラス編曲：吉川智子
2. 春夏秋冬 [4:54]
作詞・作曲：泉谷しげる／編曲：朝本浩文
3. 晴レルヤ（オリジナル・カラオケ）